# Timandra aganopis
Timandra aganopis là một loài bướm đêm trong họ Geometridae.